# Pseudomyrmex fiebrigi
Pseudomyrmex fiebrigi is een mierensoort uit de onderfamilie van de Pseudomyrmecinae. De wetenschappelijke naam van de soort is voor het eerst geldig gepubliceerd in 1908 door Forel.